# العلاقات الأندورية النيبالية
العلاقات الأندورية النيبالية هي العلاقات الثنائية التي تجمع بين أندورا ونيبال.

## مقارنة بين البلدين
هذه مقارنة عامة ومرجعية للدولتين:
| وجه المقارنة                                              | أندورا                                                     | نيبال                               |
| --------------------------------------------------------- | ---------------------------------------------------------- | ----------------------------------- |
| المساحة (كم2)                                             | 468                                                        | 147.18 ألف                          |
| عدد السكان (نسمة)                                         | 76.18 ألف                                                  | 29.40 مليون                         |
| الكثافة السكانية (ن./كم²)                                 | 16.28 ألف                                                  | 199.76                              |
| العاصمة                                                   | أندورا لا فيلا                                             | كاتماندو                            |
| اللغة الرسمية                                             | اللغة الكتالونية                                           | اللغة النيبالية                     |
| العملة                                                    | يورو                                                       | روبية نيبالية                       |
| الناتج المحلي الإجمالي (بليون دولار)                      | 3.01 مليار                                                 | 24.47 مليار                         |
| الناتج المحلي الإجمالي (تعادل القوة الشرائية) بليون دولار |                                                            | 70.20 مليار                         |
| الناتج المحلي الإجمالي الاسمي للفرد دولار أمريكي          |                                                            | 743                                 |
| الناتج المحلي الإجمالي للفرد دولار أمريكي                 |                                                            | 2.37 ألف                            |
| مؤشر التنمية البشرية                                      | 0.858                                                      | 0.548                               |
| رمز المكالمات الدولي                                      | +376                                                       | +977                                |
| رمز الإنترنت                                              | .ad                                                        | .np                                 |
| المنطقة الزمنية                                           | ت ع م+01:00، توقيت وسط أوروبا، ت ع م+02:00، أوروبا/أندورا ‏ | ت ع م+05:45، التوقيت الموحد لنيبال ‏ |

## منظمات دولية مشتركة
يشترك البلدان في عضوية مجموعة من المنظمات الدولية، منها:
| علم المنظمة | اسم المنظمة                   | تاريخ انضمام أندورا | تاريخ انضمام نيبال |
| ----------- | ----------------------------- | ------------------- | ------------------ |
|             | منظمة الشرطة الجنائية الدولية | ?                   | ?                  |
|             | يونسكو                        | 20 أكتوبر 1993      | 1 مايو 1953        |
|             | منظمة حظر الأسلحة الكيميائية  | ?                   | ?                  |
|             | الأمم المتحدة                 | 28 يوليو 1993       | 14 ديسمبر 1955     |

## وصلات خارجية
- موقع وزارة الخارجية الأندورية
- موقع وزارة الخارجية النيبالية